# Кудєлін Олексій Володимирович
Олексій Володимирович Кудєлін (творче псевдо — Вася Ложкін; * 18 серпня 1976, Солнечногорськ, Московська область, РРФСР) — російський художник, співак і блогер. Працює в стилі наївного мистецтва. За власною оцінкою: «малювати не уміє, нот не знає».
20 травня 2009 року в своєму блозі розмістив запис, в якому передбачив війну між Росією та Україною в 2014 році:
|  | Но вот подумалось мне вдруг, что в параллельном мире на Украину напала Россия. Вот так вот, скажем в 2014 году, пока все украинцы спали, раздался вой сирен и гул самолётов И на танках, и на конях, и пешком российские войска пересекли границу в четыре утра, чтоб Крым отхапать и Донбасс, чтоб доказать, что голодомора не было, и чтоб сапогом российским топтать демократию и свободу. |

2016 року Октябрський районний суд Новосибірська вніс зображення картини Ложкіна «Велика прекрасна Росія» до федерального списку екстремістських матеріалів під номером 3381.